# Arsanca
Arsanca – wieś w Rumunii, w okręgu Vâlcea, w gminie Mihăești. W 2011 roku liczyła 260 mieszkańców.